# Roberto Díaz (Tangomusiker)
Roberto Díaz (Roberto Pablo Carvalho; Roberto F. Díaz Carvalho; * 5. April 1900 in Buenos Aires; † 2. Dezember 1961) war ein argentinischer Tangosänger und –komponist.

## Leben und Wirken
Díaz tourte in seiner Jugend mit einem Freund durch Chile und trat mit Songs auf, zu denen er sich selbst auf der Gitarre begleitete. Später bildete er mit Julio Vega ein Duo, dessen Begleiter der Gitarrist Manuel Parada war. In dieser Besetzung und mit Díaz als Solist und Vega und Parada als Gitarrenbegleiter nahmen sie ab 1922 mehr als 60 Titel beim Label Victor auf. Weitere Aufnahmen Díaz’ entstanden mit den Begleitern José María Aguilar, Vicente Spina und Reynaldo Baudino.
1925 nahm er zwei Tangos mit den Los seis ases Julio De Caros auf, 1926 mit Francisco Canaro Mario Canaros  und Osmán Pérez Freires Ay ay ay. Bei Victor arbeitete er außerdem mit zahlreichen Orchestern zusammen, wie dem Orquesta Típica Victor, dem Orquesta Victor Popular, dem Orquesta Típica Porteña, dem Orquesta Típica Los Provincianos, dem Orquesta Típica Ciriaquito sowie den Orchestern Luis Petrucellis, Cayetano Puglisis, Carlos Marcuccis und Adolfo Carabellis. 1932 war er einige Monate Sänger in  Roberto Firpos Orchester beim Label Odeon. 1935 nahm er mit Osvaldo Fresedo die Tangos Retazo und Casate conmigo auf.
Danach lebte er einige Zeit in Europa, bevor er sich 1936 in Chile niederließ. Dort arbeitete er mit den namhaftesten Tangoorchestern, darunter dem Porfirio Díaz’, zusammen und trat mit Sängern wie Pepe Aguirre und Jorge Abril auf.

## Aufnahmen
- Así es el mundo
- Ay ay ay
- Amargura
- Ojos chilenos
- Morfinómano
- El alcohol
- Cenizas (von José María Rizzuti und Emilio Fresedo)
- Flores negras (von Francisco De Caro)
- Boedo (von Julio De Caro)
- El monito
- Los dopados
- Marchant solo
- La culpa fue mía
- Pestañas negras
- Romántico bulincito
- La cumparsita
- Cómo se pianta la vida
- Recuerdo
- Mi noche triste
- Qué sapa señor
- Mi dolor
- Tinieblas
- Retazo
- Casate conmigo